# Карл Шукер
Карл П. Н. Шукер (англ. Karl P. N. Shuker) (народився у 1959) — британський зоолог, криптозоолог і письменник. Він працює дистанційним письменником та консультантом, що спеціалізується на криптозоології, в цій галузі він визнаний на міжнародному рівні. Він регулярно подорожує світом, також часто з’являється на радіо та телебаченні. Майкл Ньютон сказав, що «сьогодні Шукер всесвітньо відомий як автор та дослідник усіх аспектів життя тварин та феноменів, що не мають пояснення, він є можливим наступником самого Ейвельманса».
Він вивчав зоологію в університеті Лідса, також зоологію та порівняльну фізіологію в університеті Бірмінгему. Він є членом багатьох наукових та авторських товариств. Шукер написав сотні статей та 13 книжок. Під час письменництва та досліджень Шукер став першим криптозоологом, який навернув увагу суспільства до значної частини криптидів, що до цього були мало відомі. Крім того, що він публікує власні публікації, він також є консультантом із зоології для Книги рекордів Гінесса.
Вид Лоріціфери (Pliciloricus shukeri) був названий на його честь (2005).

## Твори

### Книжки
- Mystery Cats of the World, (1989)
- Extraordinary Animals Worldwide, (1991)
- The Lost Ark: New and Rediscovered Animals of the 20th Century, (1993)
- Dragons - A Natural History (1995)
- In Search of Prehistoric Survivors
- The Unexplained, (1996)
- From Flying Toads To Snakes With Wings
- Mysteries of Planet Earth, (1999)
- The Hidden Powers of Animals, (2001)
- The New Zoo: New and Rediscovered Animals of the Twentieth Century, (2002)
- The Beasts That Hide From Man, (2003)
- Extraordinary Animals Revisited, (2007)
- Dr Shuker's Casebook, (2008)

### Консультант
- Man and Beast, (1993)
- Secrets of the Natural World, (1993)
- Almanac of the Uncanny, (1995)
- The Guinness Book of Records/Guinness World Records, (1997 - ), Книга рекордів Гінесса
- Mysteries of the Deep, (1998)
- Guinness Amazing Future, (1999)
- The Earth, (2000)
- Monsters, (2001)
- Chambers Dictionary of the Unexplained, (2007)